# Helmut Kolle
Ne pas confondre avec Helmut Kohl, né en 1930, homme politique allemand.
Pour les articles homonymes, voir Kolle.
Helmut Kolle, né le 24 février 1899 à Berlin-Charlottenburg et mort le 17 novembre 1931 à Chantilly, est un peintre allemand connu sous le pseudonyme d'Helmut vom Hügel.

## Biographie
Helmut Kolle est le fils du bactériologue Wilhelm Kolle (de). Enfant, il étudie déjà la peinture.
Entre 1919 et 1920, Helmut Kolle travaille pour le magazine de son ami Wilhelm Uhde Die Freude avant de venir s'installer en 1921 à Berlin.
C'est pendant cette période berlinoise qu'il fait ses premières expositions et connaît ses premiers succès.
Il s'installe dès 1924 à Paris puis, gravement malade, chez son amant Wilhelm Uhde à Chantilly à partir de 1928 où il meurt à 32 ans.
On reconnaît dans le travail de Kolle des influences de Pablo Picasso, Georges Braque et Henri Rousseau.
Kolle est le peintre allemand le plus exposé dans les galeries à Paris dans l'entre-deux-guerres, et bien collectionné par les avant-gardes françaises et allemandes (Cocteau, Noailles, Rothschild, René Gaffé, Hessel, Roques, Uhde, Hürlimann, Waldemar George, H.P. Roché et autres hommes et femmes de lettres).
Durant sa vie, ses œuvres sont achetées par les musées de Grenoble, Francfort (Städel) et Cassel. Aujourd´hui on trouve ses œuvres au Centre Georges-Pompidou, la Kunsthalle de Hambourg, Hagen, la Pinacothèque d'art moderne de Munich, le Musée Lenbachhaus de Munich, Chemnitz et le Musée Ludwig de Cologne. Les plus grandes collections : Musée Gunzenhauser Chemnitz et collection Hartwig Garnerus Munich.
À Paris Kolle visite le Louvre, étudie les grands maîtres, Géricault, Manet et autres. Ainsi on trouve dans ses peintures figuratives la combinaison d´une tradition française classique, du cubisme et de l´expression allemande formée par lui d'une forte manière personnelle. 
Les motifs de Kolle sont surtout les hommes jeunes forts (par exemple Le Coureur Ladoumègue, 1930), l'expression d'une « Sehnsucht » allemande et d´une poésie romantique, mélancolique et aussi héroïque contre sa maladie. Pablo Picasso louait la grande vitalité et la beauté de sa peinture. Il repose au cimetière Bourillon de Chantilly.

## Œuvres
- Portrait Edmond (1925) Centre Georges-Pompidou
- Großer Männlicher Akt (1925) Collection Hartwig Garnerus, Munich
- Stehende Person mit Schirmmütze (1926)
- Portrait de Wilhelm Uhde (1930)
- Le Coureur Ladoumègue (1930) Collection Hartwig Garnerus, Munich
- Der Drohende "indignez vous" (1930) Collection Hartwig Garnerus, Munich

## Expositions
- Paris, 1925. Galerie Pierre
- Paris, 1926. Galerie Bing
- Paris, 1929. Galerie Georges Bernheim
- Paris, 1932. Galerie Jacques Bonjean
- Londres, 1935. Wertheim Gallery
- Paris, 1946. Galerie de France
- Hamburg, Kunstverein; Hannover, Kestner Gesellschaft; Frankfurt a.M. Städelsches Kunstinstitut, 1952/53
- Saint-Omer, 1969
- Hagen, 1970
- Arras, Hazebrouck, Vitré, 1972/73
- Milan, 1975
- Düsseldorf, 1988
- Munich, 1994/95. Lenbachhaus, Munich
- Cologne, 1998
- Chemnitz, 2010
- Lille, 2017. LaM Musée